# Арап (мечеть)
Мечеть Арап (тур. Arap Camii, буквально арабська мечеть) — мечеть у кварталі Каракей Стамбулу, Туреччина. Перебудована з римо-католицької церкви, спорудженої в 1325 році монахами Ордену домініканців, біля або над ранішою каплицею, присвяченою Святому Павлу (італ. San Paolo) у 1233 році. Хоча вигляд будівлі був змінений за османської доби, вона залишається єдиним прикладом середньовічної готичної архітектури Стамбулу. Церква була перетворена в мечеть османами між 1475 і 1478 роками, за часів правління султана Мехмеда II, і стала називатися Галатська мечеть. Згодом султан Баязид II подарував її арабським біженцям-мусусльманам з Аль-Андалусу, що втекли від іспанської інквізиції в 1492 році і оселилися в Стамбульському кварталі Галата. Відтоді мечеть отримала свою поточну назву.

## Історія

### Візантійська доба
У VI столітті тут була побудована візантійська церква, можливо, присвячена Святій Ірині. З тієї будівлі сьогодні збереглася лише частина стіни.
Є версія, що мечеть була побудована на цьому місці під час Другої арабської облоги Константинополя в 717—18 омеядами на чолі з принцом Маслама ібн Абд аль-Малік. Османські літописці також плутали другу арабську облогу з першою арабською облогою, яка відбулась раніше, і вказали будівництво мечеті приблизно в 686 році.

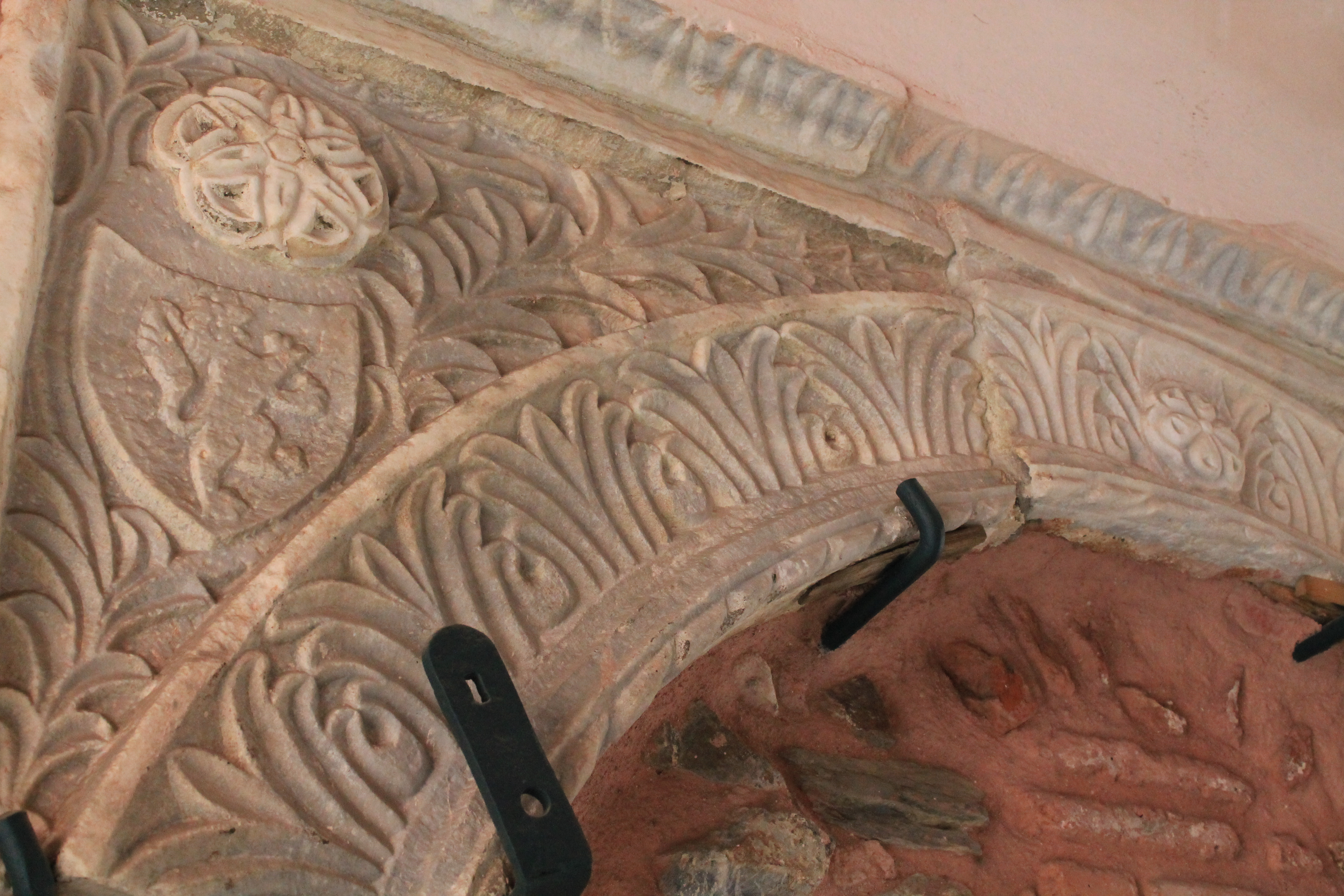
Геральдична скульптура лева

У 1233 році, під час заснування після четвертого хрестового походу Латинської імперії Константинополя (1204—1261), цю церкву було замінено на невелику каплицю, присвячену святому Павлу (Сан-Паоло).
У 1299 році домініканський чернець Гійом Бернар де Северак купив будинок біля церкви, де заснував монастир з 12 монахами. У 1307 році візантійський імператор Андронік II Палеолог розмістив домініканців Константинополя в генуезькому передмісті Пера.
Нова, значно більша церква була побудована біля каплиці Сан-Паоло в 1325 році або над нею. Після цього церква була офіційно присвячена святому Домініку, але місцеві жителі продовжували використовувати давню конфесію. У 1407 році папа Григорій XII, щоб забезпечити утримання церкви, дав індульгенції для відвідувачів монастиря Сан-Паоло.

### Османська доба

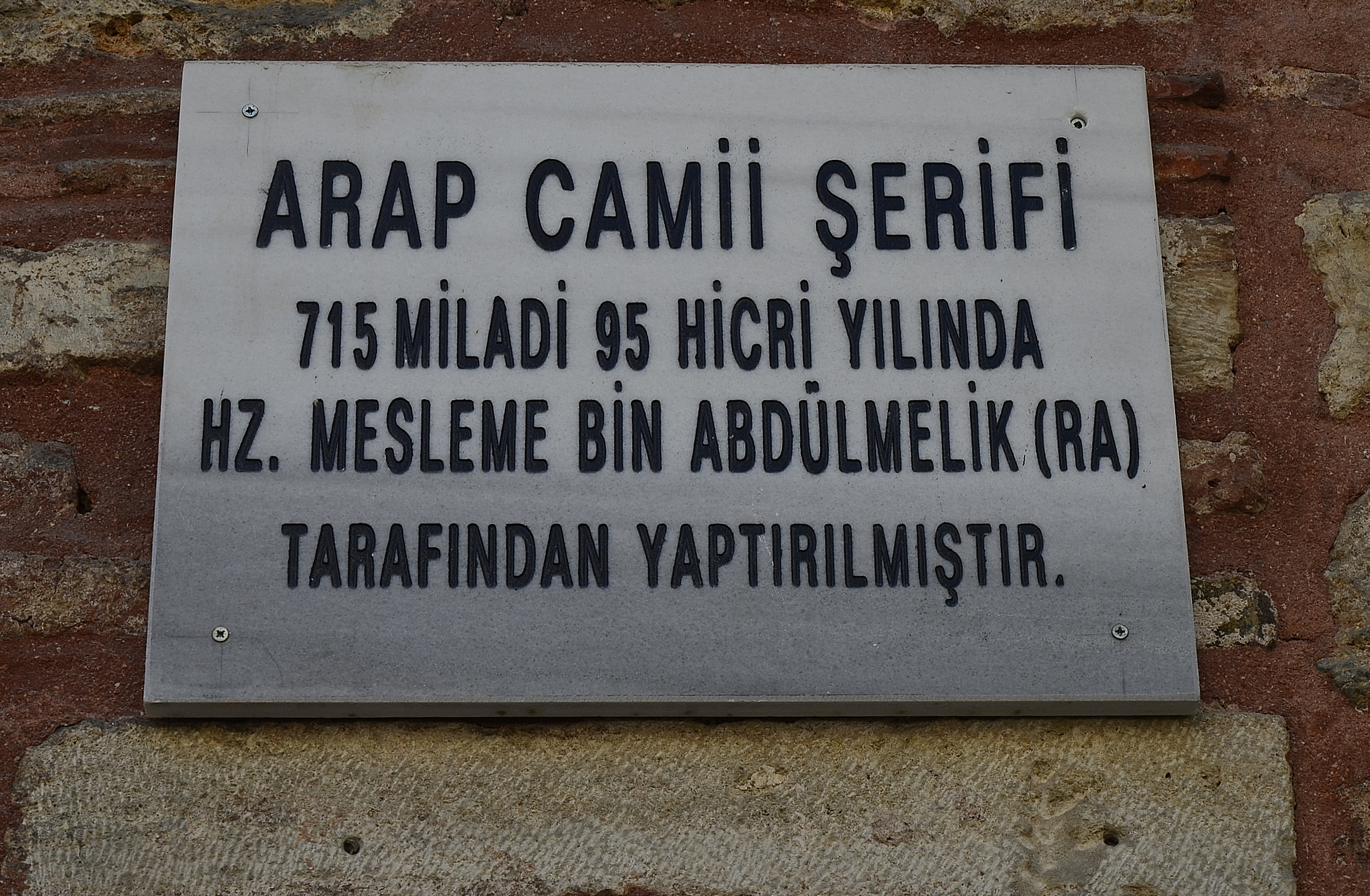
Напис на будівлі в 2013 році, який засвідчує закладання мечеті Маслама ібн Абд аль-Малік (помилково поставлений 715 р.) як фактичну дату заснування

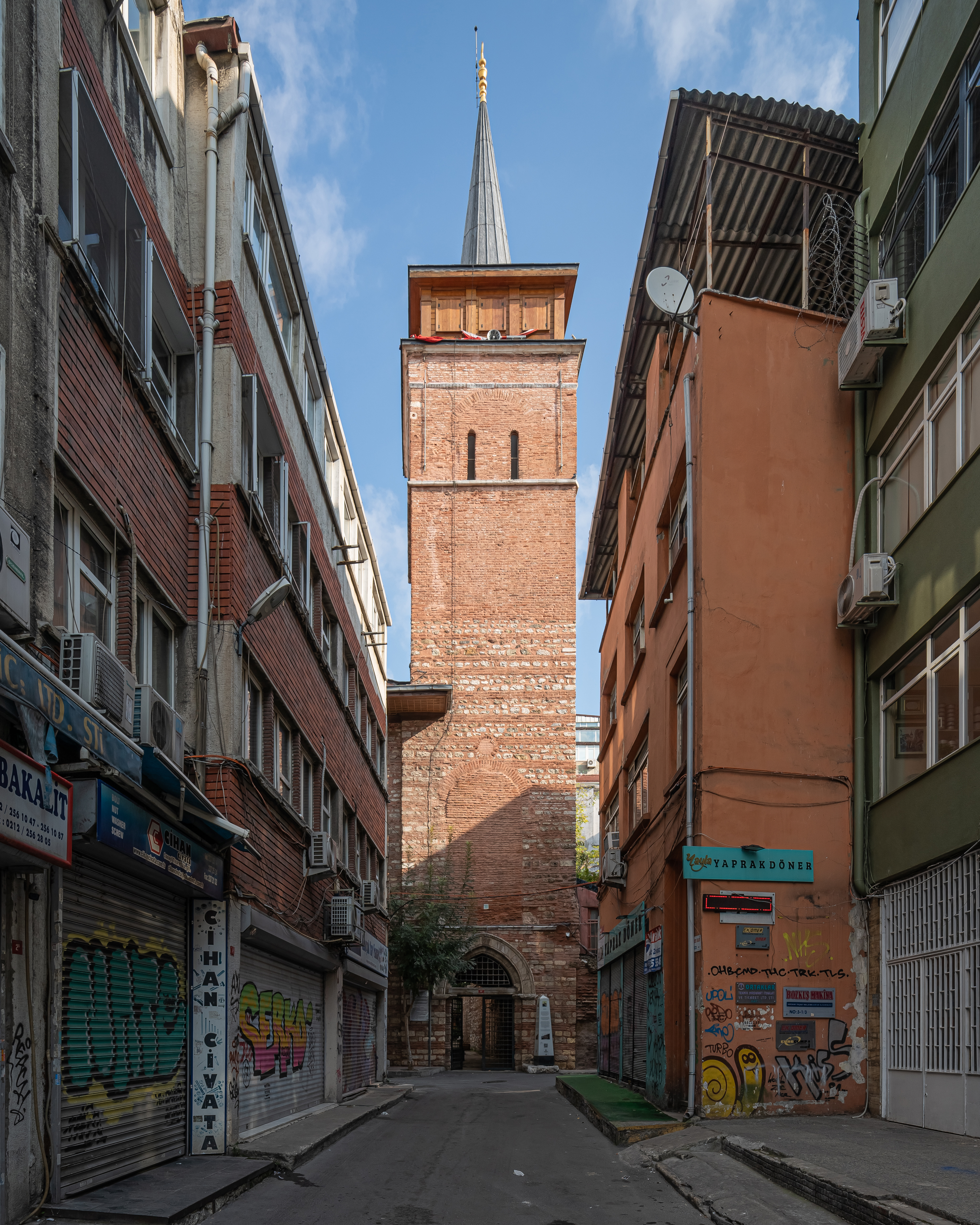
Вид на мінарет, початково дзвіницю.

Після падіння Константинополя, згідно з капітуляціями Османської імперії та Республіки Генуя, церква, яка до того часу була відома турками під назвою Меса Доменіко, залишалася в генуезьких руках, але між 1475 і 1478 роками вона була перетворена, з незначними змінами, в мечеть османським султаном Мехмедом II і стала відома як Галата Джамії («Мечеть Галата») або Камі-і Кебір («Велика мечеть»). Монахи були переведені у монастир Святих Петра і Павла в Галаті у 1476 році, тоді як увесь вівтарний одяг уже був доставлений до Генуї, а архіви — до Кафи.
Наприкінці століття султан Баязид II подарував будівлю тим мусульманам Іспанії (Андалусія), які втекли від іспанської інквізиції та переселилися до Стамбула; звідси теперішня назва Арап Камії (Арабська мечеть). Султан Мехмет III відремонтував будівлю, а наприкінці XVII століття будинки навколо мечеті були зруйновані, щоб уникнути шуму.
Після Великого пожежі у Галаті 1731 року, у 1734/35 рр. мати Махмуда I, Саліха Султан відремонтувала будівлю, змінивши вікна та портал з готичного на османський стиль. Після чергової пожежі 1808 року, в середині ХІХ століття, дочка Махмуда II, Аділе Султан, знову відремонтувала мечеть і в 1868 році збудувала у дворі шадірван (фонтан для ритуальних вмивань перед молитвою).
У період з 1913 по 1919 рік Гірідлі Хасан Бей знову значно відновив споруду. Під час заміни дерев'яної підлоги було виявлено кілька надгробків генуезців, датованих І половиною XIV та серединою XV століття. Їх відвезли до Стамбульського археологічного музею.
На початку 2010-х років мечеть зазнала масштабної реставрації, яка була закінчена у 2013 році. Неточний напис про те, що мечеть була заснована в 715 році нашої ери, також був встановлений перед мечеттю як частина реставрації.

## Опис
Зведена у відповідності до моделі італійських церков Жебручого ордену цього періоду, церква мала тринефну прямокутну основу, з квадратною східною частиною і квадратним святилищем, зверху — ребристе хрестоподібне склепіння.

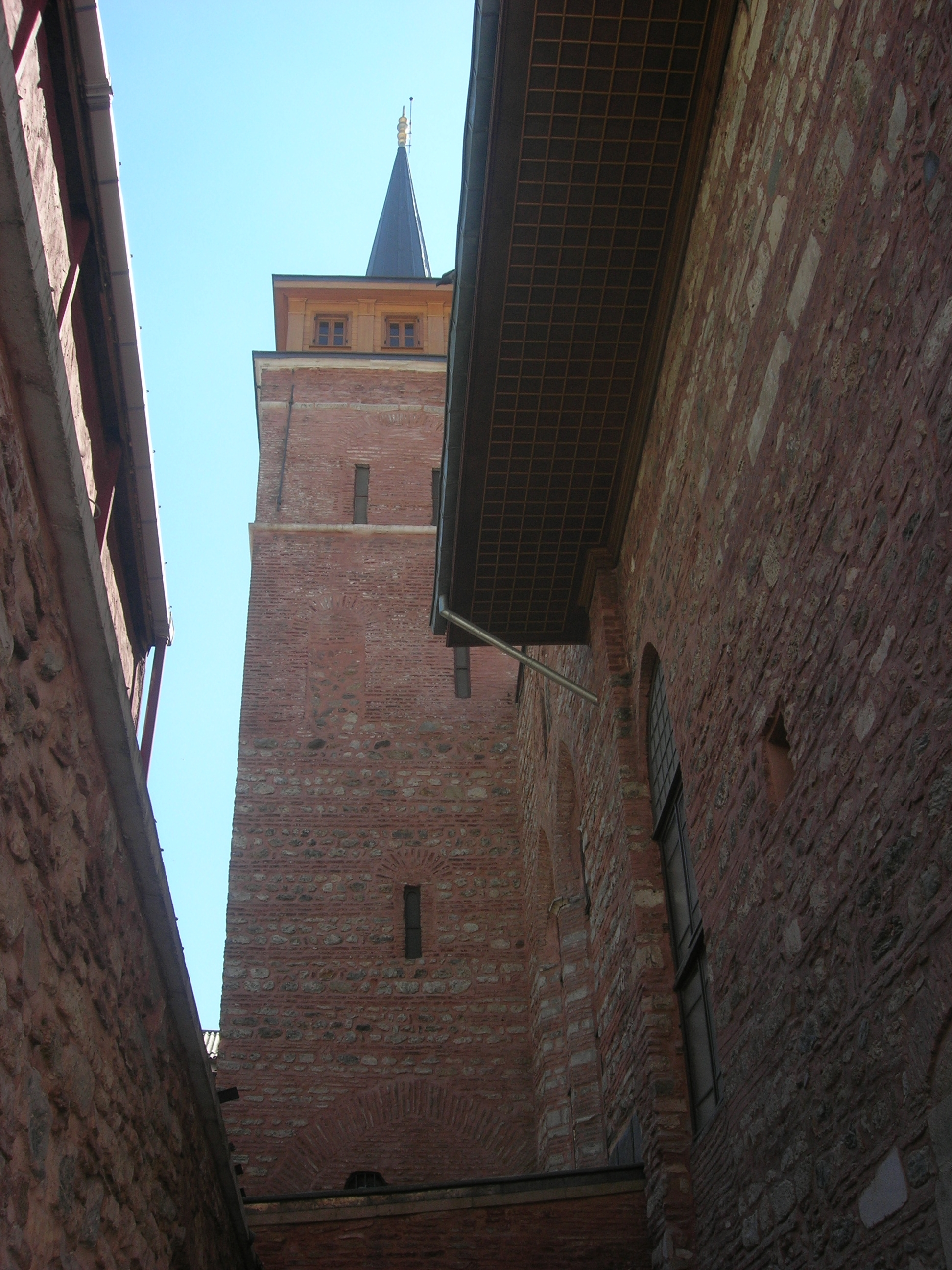
Ще один вид на мінарет через двір.

Портал у готичному стилі, ланцетні вікна та видатна дзвіниця (яка була перетворена на мінарет додаванням конічного даху) відрізняли будівлю від візантійських церков у місті. З іншого боку, техніка, яка застосовувалася для цегляної кладки, була місцевою, і чергувала невеликі частини цегли та ашлара.
Неф, можливо, був порушений низкою каплиць, кожна з яких належала дворянській генуезькій родині. Одна з них була присвячена Богородиці, а інша — Святому Миколаю. В цілому, будівля нагадувала церкви К'єрі та Фінале-Лігуре в Італії.
Плоский дерев'яний дах і досить гарні дерев'яні галереї датуються реставрацією в 1913—1919 роках. З цієї причини було знайдено багато генуезьких надгробків. Під час тих же реставрацій залишки картин були також виявлені біля Міхраба, але знову були закриті.
У проїзді під дзвіницею все ще видно молдинги, а також фрагменти каміння з підшипниками, які колись були розміщені уздовж стіни. На північній стороні будівлі є великий і привабливий двір.
Сьогодні мечеть Арап — найбільша мечеть з боку Галати Золотого Рогу. Це одна з найцікавіших мечетей міста завдяки своєму ранньому італійському готичному архітектурному стилю та церковній дзвіниці, яка практично залишилась незмінною навіть після перетворення в мінарет.

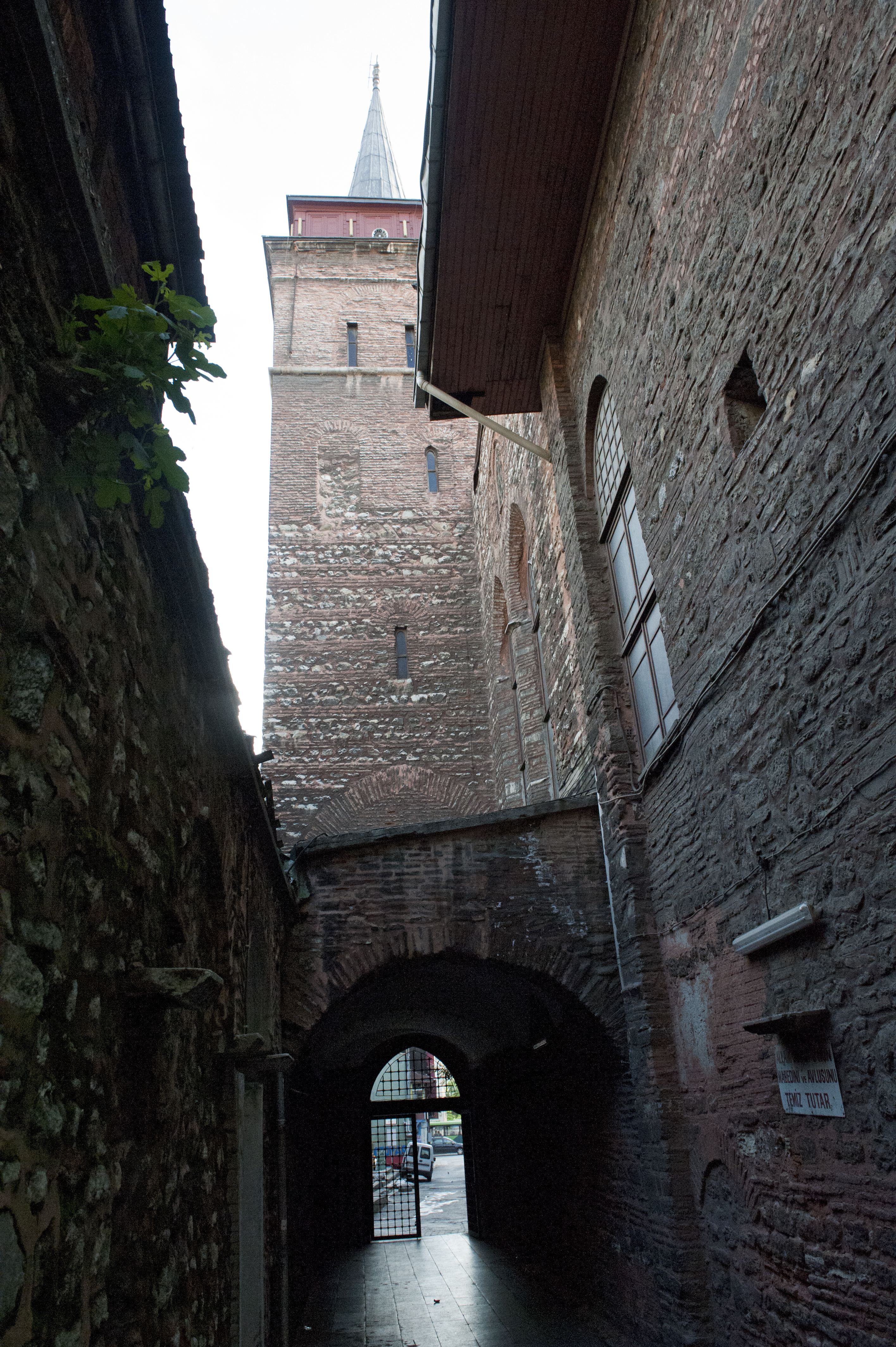
Вихідний двір мечеті Арап під вежею
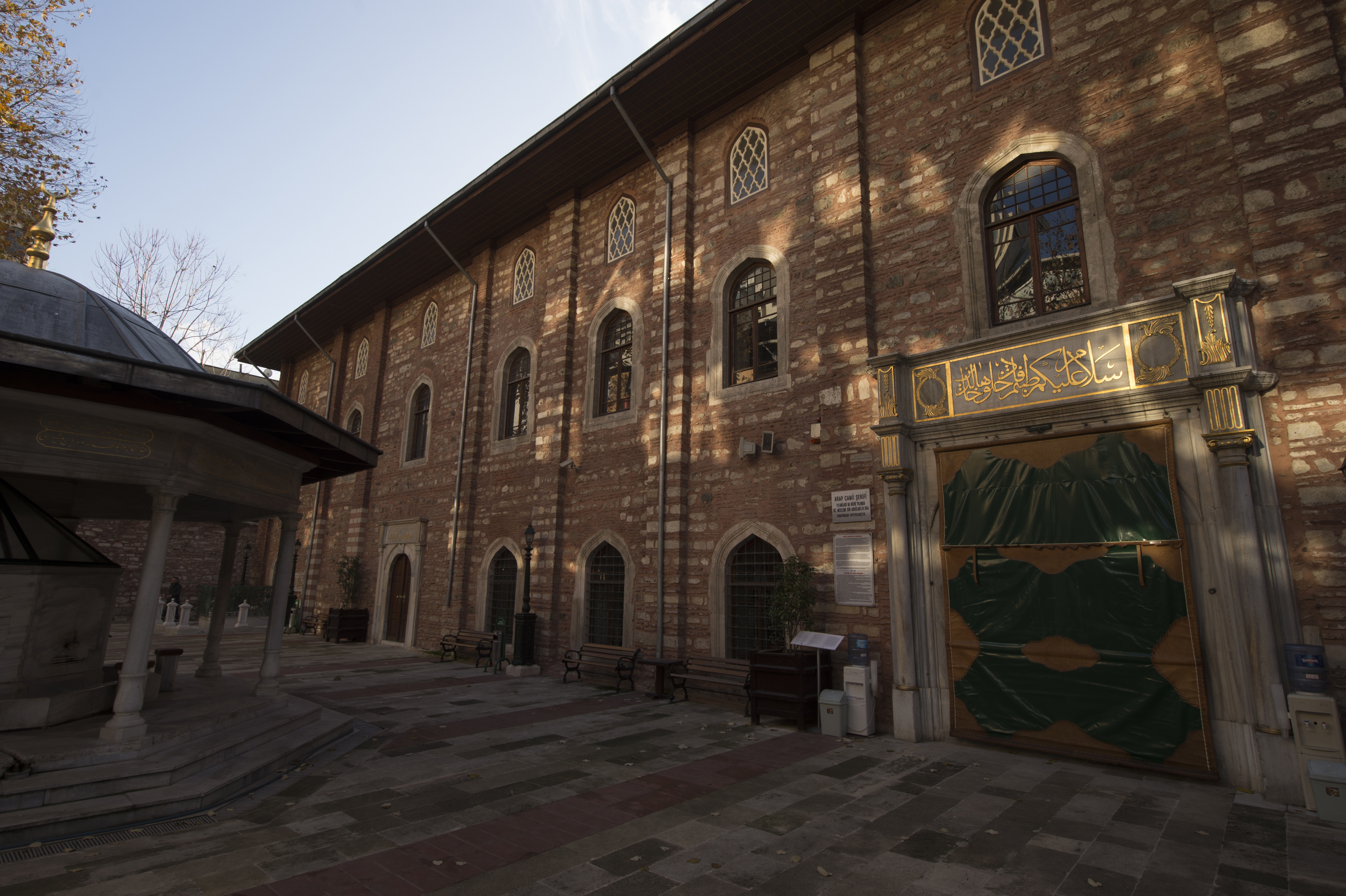
Арабська мечеть 6550
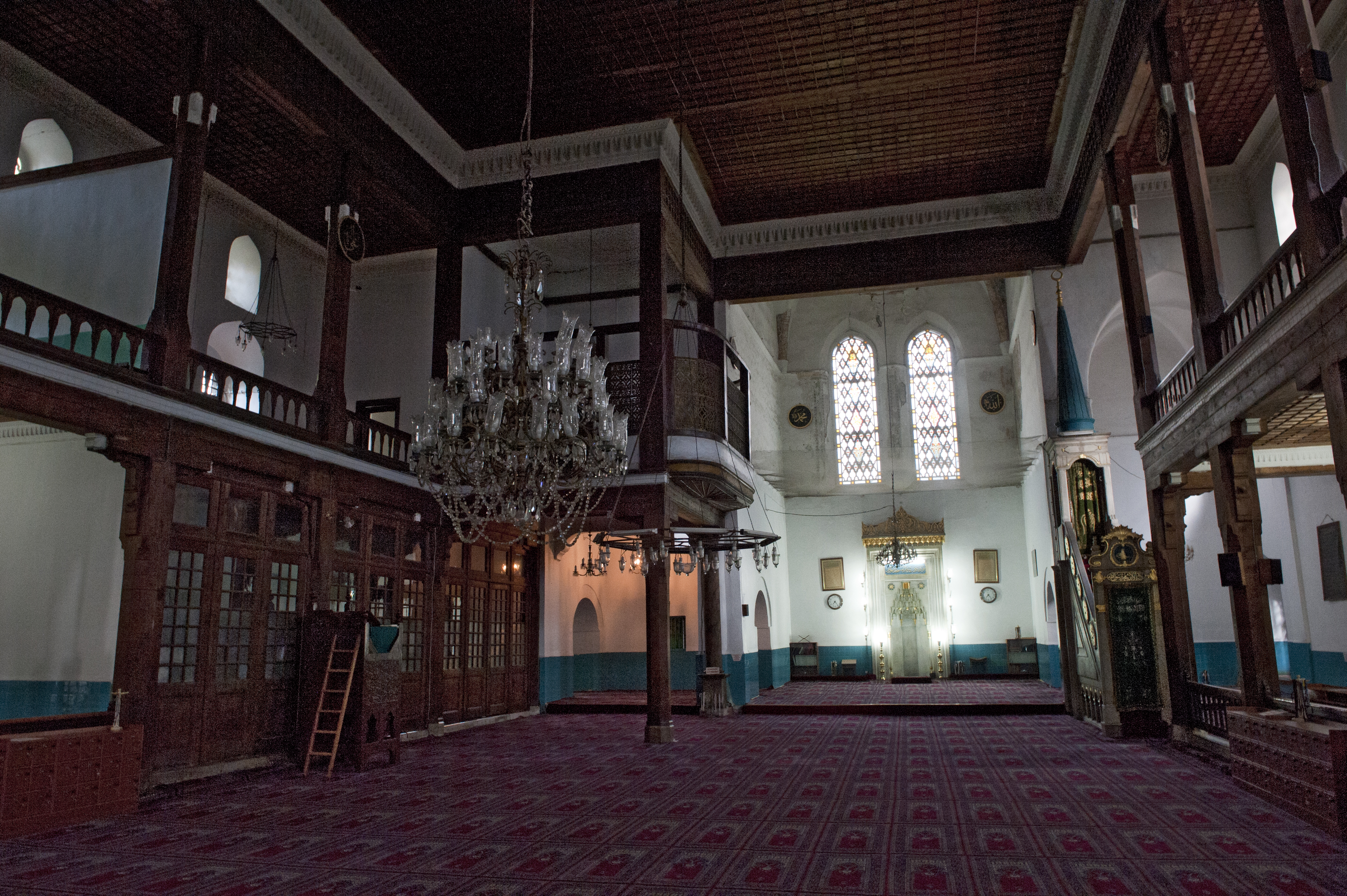
Арабська мечеть 7501
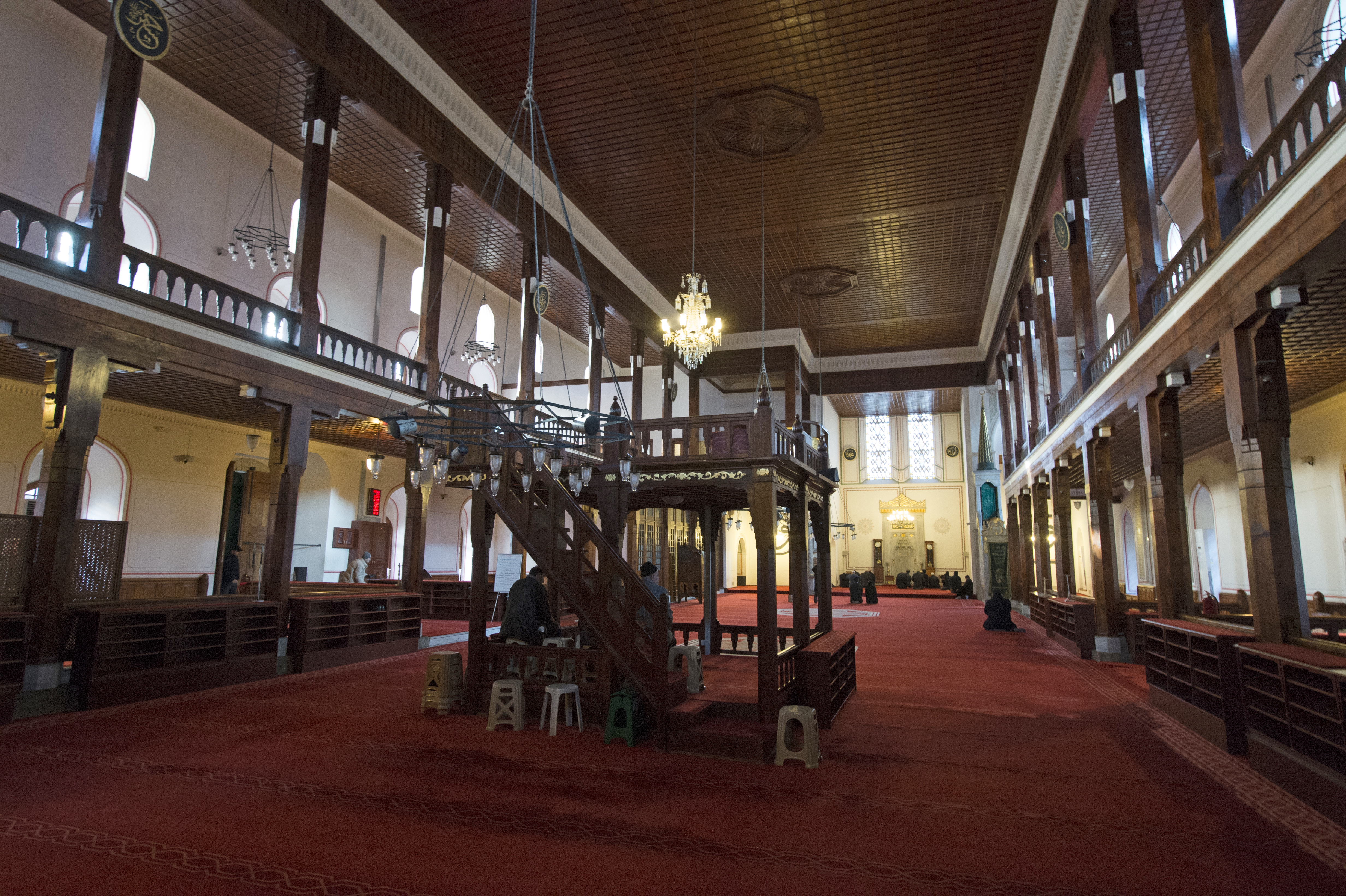
Арабська мечеть 6547
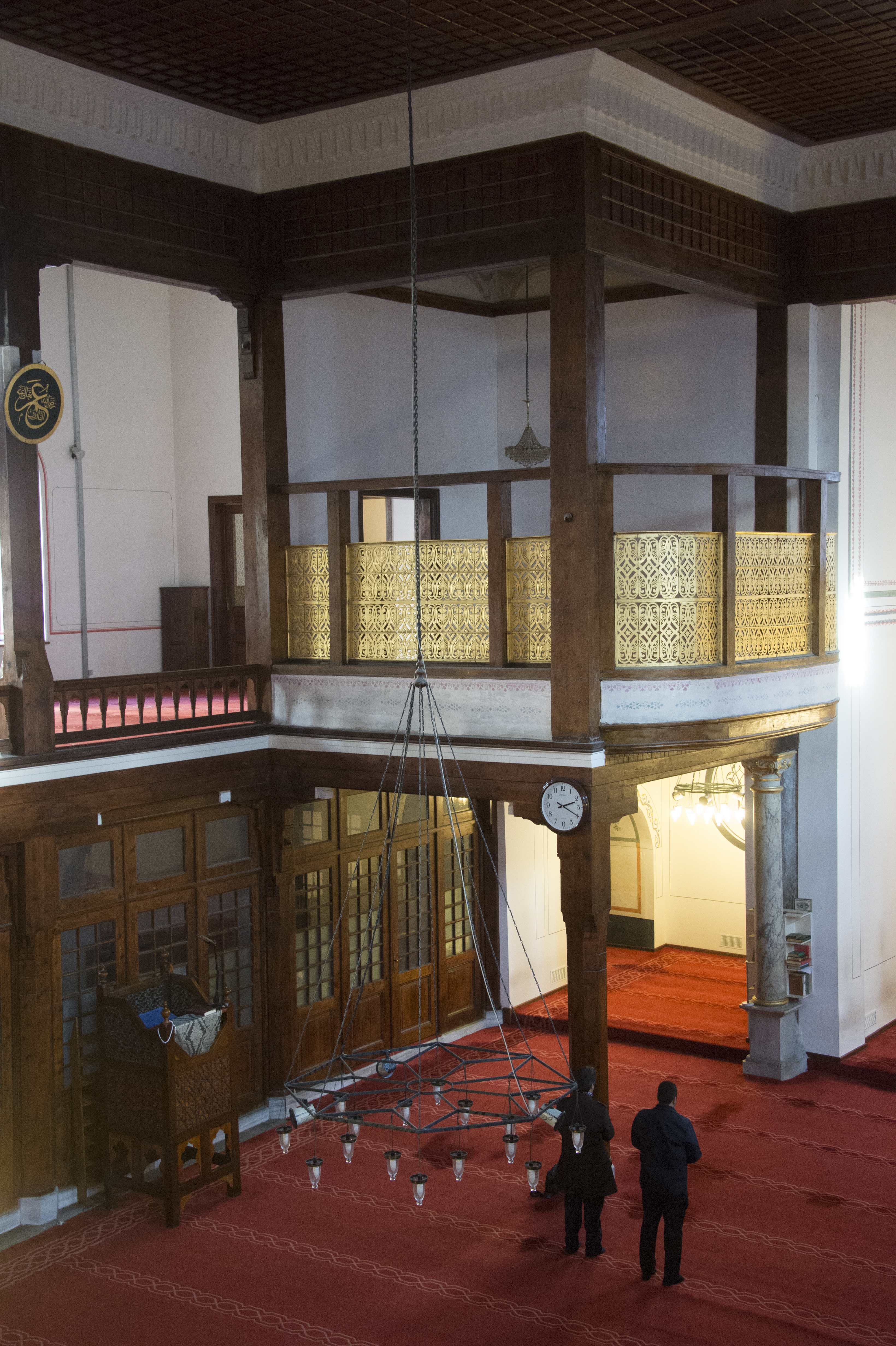
Арабська мечеть 6542
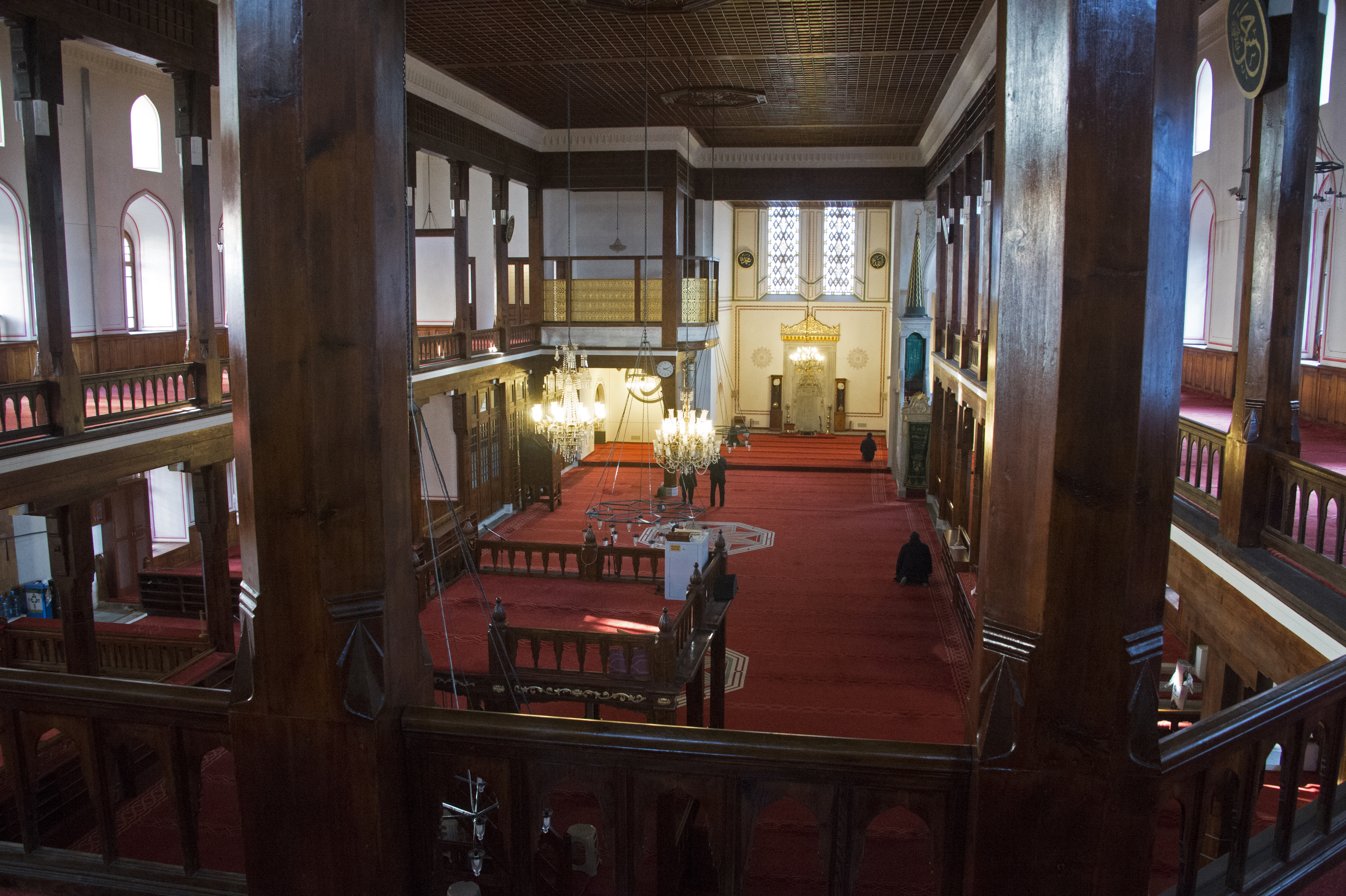
Арабська мечеть 6541